# Contraindicado (álbum)
Contraindicado es el noveno disco de la banda argentina de hardcore melódico Shaila, publicado en 2015. Los sencillos adelantos fueron “Apagón en mi”, y “Los días después”.
La tapa del disco resultó de un concurso abierto, cuyo ganador fue Pedro Cordero.

## Lista de canciones
1. Contraindicado (2:55)
2. Apagón En Mí (2:39)
3. Los Días Después (2:43)
4. Problemas Con Los Ismos (3:17)
5. El Odio, Lo Cultural y Lo Otro (1:56)
6. Incondicional (2:08)
7. A Emilia (2:50)
8. El Acampe (3:21)
9. Agua Mala (2:21)
10. Las Madres de Soacha (2:30)
11. Desarrollo & Dependencia (2:54)
12. Desposeída (2:53)